# Vila Löw-Beer (Brno-Černá Pole)
Vila Löw-Beer je secesní vila v Brně-Černých Polích postavená v letech 1903 až 1904 podle návrhu architekta Alexandra von Neumanna pro průmyslníka Moritze Fuhrmanna. Vilu obývala v letech 1913 až 1939 rodina Alfreda a Marianny Löw-Beerových, rodičů Grety Tugendhatové. Vila i zahrada vily jsou přístupné veřejnosti.

## Umístění

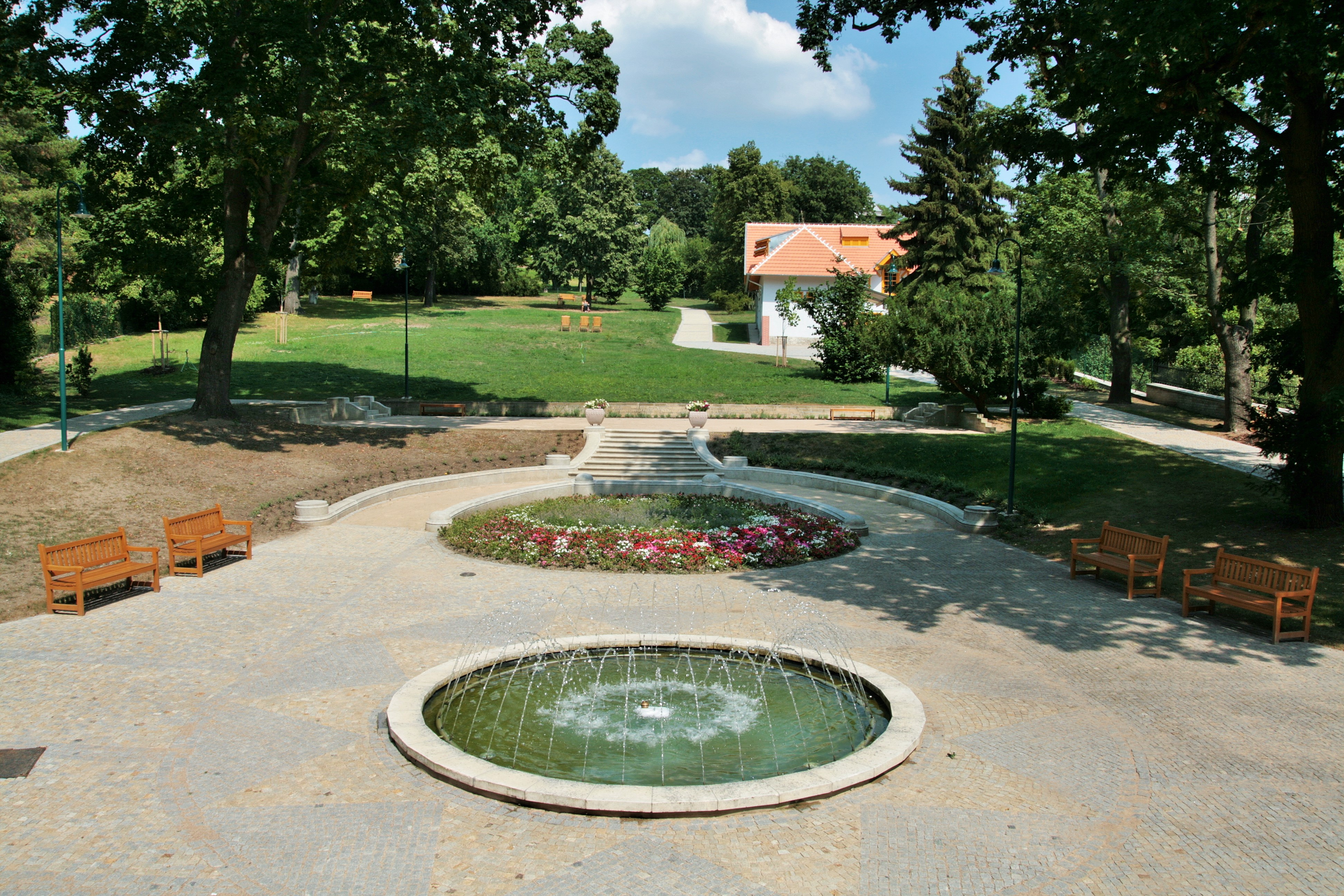
Výhled do zahrady směrem k vile Tugendhat

Vila se nachází na adrese Drobného 22 (dříve Sadová – Parkstrasse), na území městské části Brno-sever v katastrálním území Černá Pole na parcele č. 3326. Patří k ní i přilehlá zahrada (parc. č. 3328) a celnice - zahradní domek (parc. č. 3327). Původně k táhlému svažitému pozemku patřily i pozemky č. 3365 a 3366, na kterých se rozkládá vila Tugendhat se zahradou. Majitel nemovitosti Alfred Löw-Beer daroval v roce 1929 horní část pozemku své dceři Gretě, která si na něm společně s manželem Fritzem Tugendhatem nechala vybudovat rodinný dům – dnes světoznámou vilu Tugendhat.

## Vilová kolonie v Černých Polích
Od 60. let 19. století vznikala na svazích Černých Polí nad lužáneckým parkem první vilová kolonie v Brně. Urbanistický koncept Heinricha von Ferstela začal naplňovat stavitel Josef Arnold, který v letech 1860-1863 vystavil první čtyři vily – Kaiserovu, Arnoldovu, Giskrovu a Adamčikovu vilu. Na počátku 20. století vilovou zástavbu mezi ulicemi Černopolní a Drobného doplnily činžovní domy stavitele Františka Aloise Dvořáka v ulici Antonína Slavíka, Helfertově a Schodové. V 1. polovině 20. století se Černá Pole stala díky individuální a družstevní rodinné výstavbě jednou z nejvyhledávanějších brněnských rezidenčních čtvrtí.

## Historie a architektura vily Löw-Beer

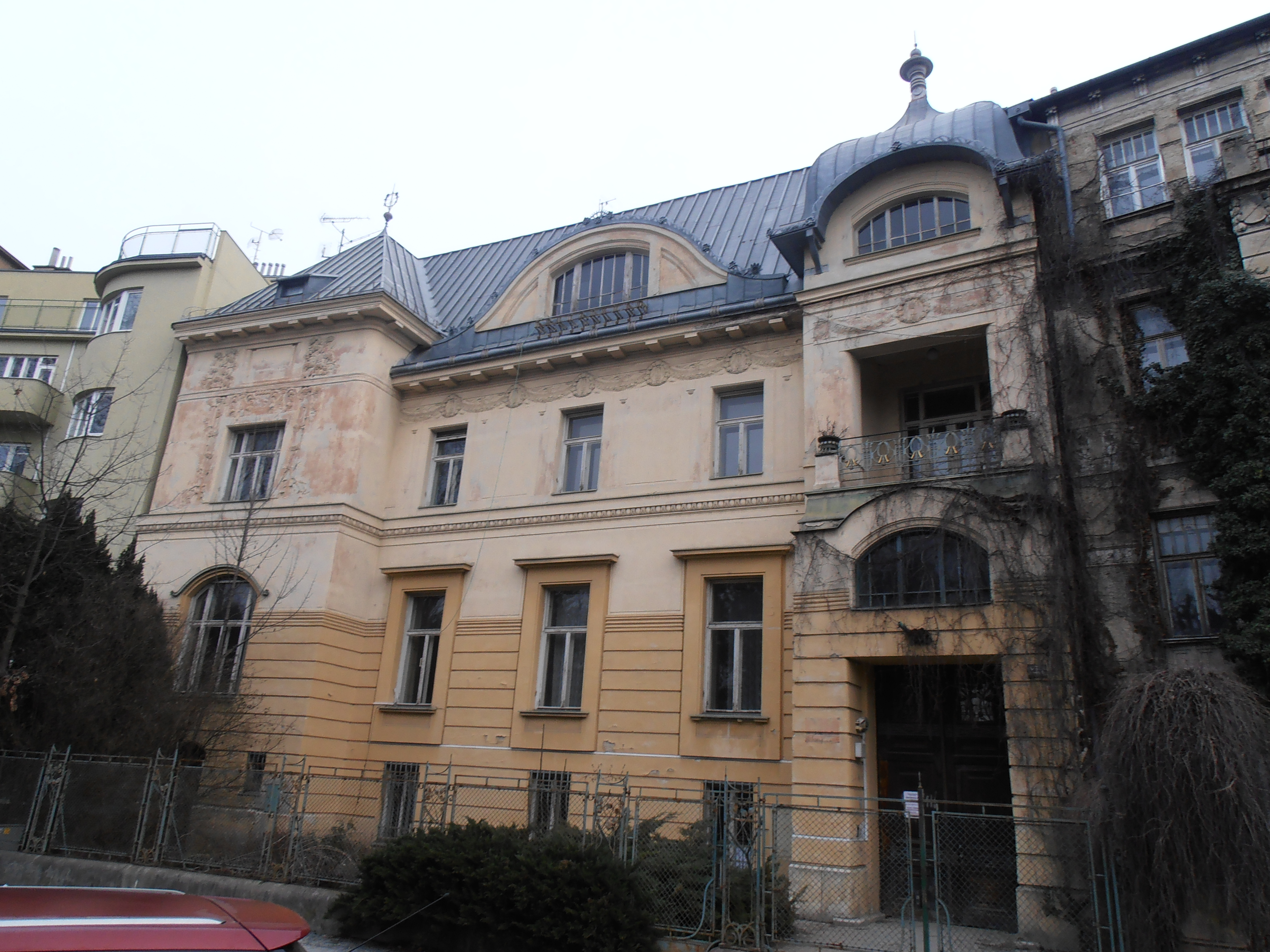
Uliční průčelí před památkovou obnovou (2013)

Vilu si nechal v roce 1903 postavit továrník Moritz Fuhrmann (1850–1910). Podle obecního věstníku pro zemské hlavní město Brno byly v jednopatrové vile čtyři byty celkem se 14 pokoji a 7 kabinety, třemi kuchyněmi, dvěma koupelnami a 6 toaletami. Krajní osy uličního průčelí budovy předstupují ve výrazných rizalitech. V pravé ose je hlavní vstup do chodby (průjezdu). Ta doplňuje třítraktovou dispozici, jejíž jádro tvoří centrální hala s horním prosvětlením. Členitějšímu zahradnímu průčelí je předloženo schodiště s terasou. Uliční i zahradní průčelí jsou vyzdobena secesním vegetabilním štukovým dekorem a ve spodní partii pásovou rustikou. Podobný dekor je užit i na stěnách a stropech v interiérech včetně truhlářských konstrukcí. Secesní rostlinné motivy jsou také na keramické dlažbě a litinovém zábradlí schodiště. Autorem projektu byl vídeňský architekt Alexander Neumann (1861-1947). Po Fuhrmannově smrti prodali v srpnu 1913 jeho dědicové vilu za 290 tisíc korun textilnímu podnikateli Alfredu Löw-Beerovi (1872-1939). Nový majitel nechal ve 30. letech dům částečně stavebně upravit (především prostor centrální schodišťové haly). Autorem úprav byl vídeňský architekt Rudolf Baumfeld (1903-1988).
Po emigraci rodiny a smrti Alfreda Löw-Beera zabavila vilu v roce 1940 německá okupační správa pro potřeby tajné státní policie (gestapa). Po roce 1945 nebyl objekt navrácen původním majitelům, nýbrž znárodněn a v roce 1954 převeden do majetku československého státu. V letech 1962-2012 zde sídlil Domov mládeže. Od roku 2001 je v majetku Jihomoravského kraje a ve správě Muzea Brněnska, příspěvkové organizace. Součástí areálu vily je i celnice - zahradní domek, což je utilitární stavba, která v minulosti sloužila skutečně jako celnice a po postavení vily jako konírna, garáž či obydlí správce vily.

## Památková obnova

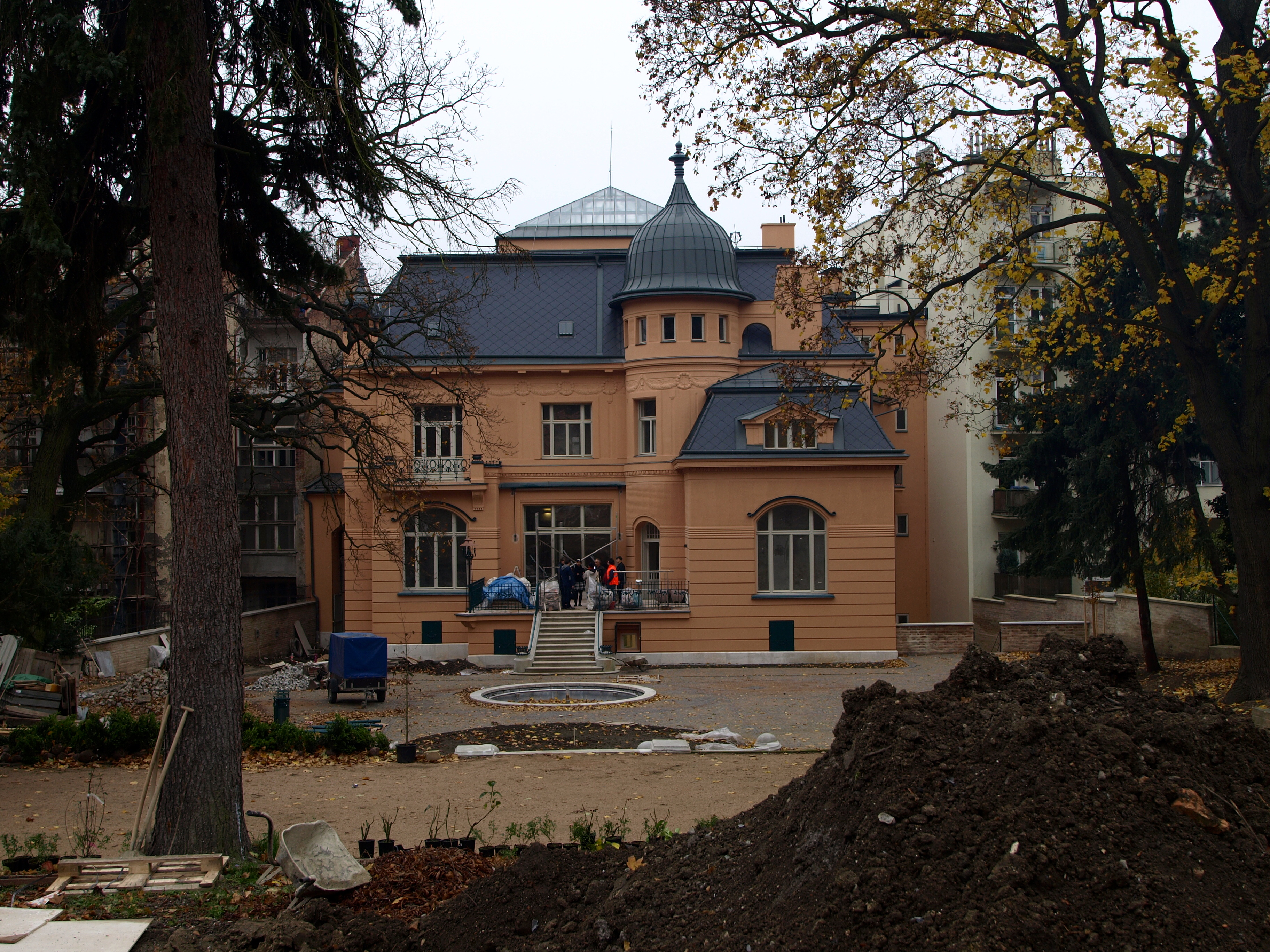
Zahradní průčelí v době památkové obnovy (2014)

Vila je od roku 1958 kulturní památkou (r. č. ÚSKP ČR 41917/7-6987).
V letech 2013 a 2014 se uskutečnila kompletní památková obnova objektu (nová střešní krytina, oprava krovů, nové rozvody – kanalizace, plyn, elektřina; nové ústřední vytápění, sanace vlhkého přízemí, opravy dveří a oken, restaurátorské práce, nová venkovní fasáda atd.). Objekt celnice byl v roce 2014 rovněž rekonstruován pro potřeby návštěvníků vily; v přízemí je umístěna kavárna Celnice a v patře komorní galerie Celnice.

## Zpřístupnění veřejnosti
Vila je pro veřejnost otevřená od ledna 2016. Návštěvníci v ní najdou expozici nazvanou "Židé na Moravě. Vila a její obyvatelé". Ta mapuje kompletní historii židovského osídlení regionu od prvních zmínek po současnost a také rodinnou historii židovské podnikatelské rodiny Löw-Beer. Kromě stálé expozice vila nabízí krátkodobé výstavy, koncerty, divadelní představení a jiné kulturní akce.
Součástí programové nabídky je imerzivní pátrací hra V kůži tajného agenta.
Účastníci hry se ocitnou v kůži bývalého agenta Secret Intelligence Service a postupně vyřeší záhadu zmizení brněnského textilního magnáta Alfreda Löw-Beera z dubna 1939. Hra vytváří komfortní a inspirativní prostředí, díky němuž jsou návštěvníci vtaženi do atmosféry a kontextu dějinných událostí spojených s životem rodiny, která v domě žila až do vypuknutí německé okupace. Hra zavede účastníky do původních půdních prostor vily, které nejsou v běžném provozu přístupné. Obohacena je autorskými audiovizualními vstupy, množstvím autentických rekvizit a graficky upravených dobových tiskovin.
V roce 2021 byla hra V kůži tajného agenta oceněna porotou Gloria musaealis v kategorii Muzejní počin roku.

## Galerie obrázků po rekonstrukci vily

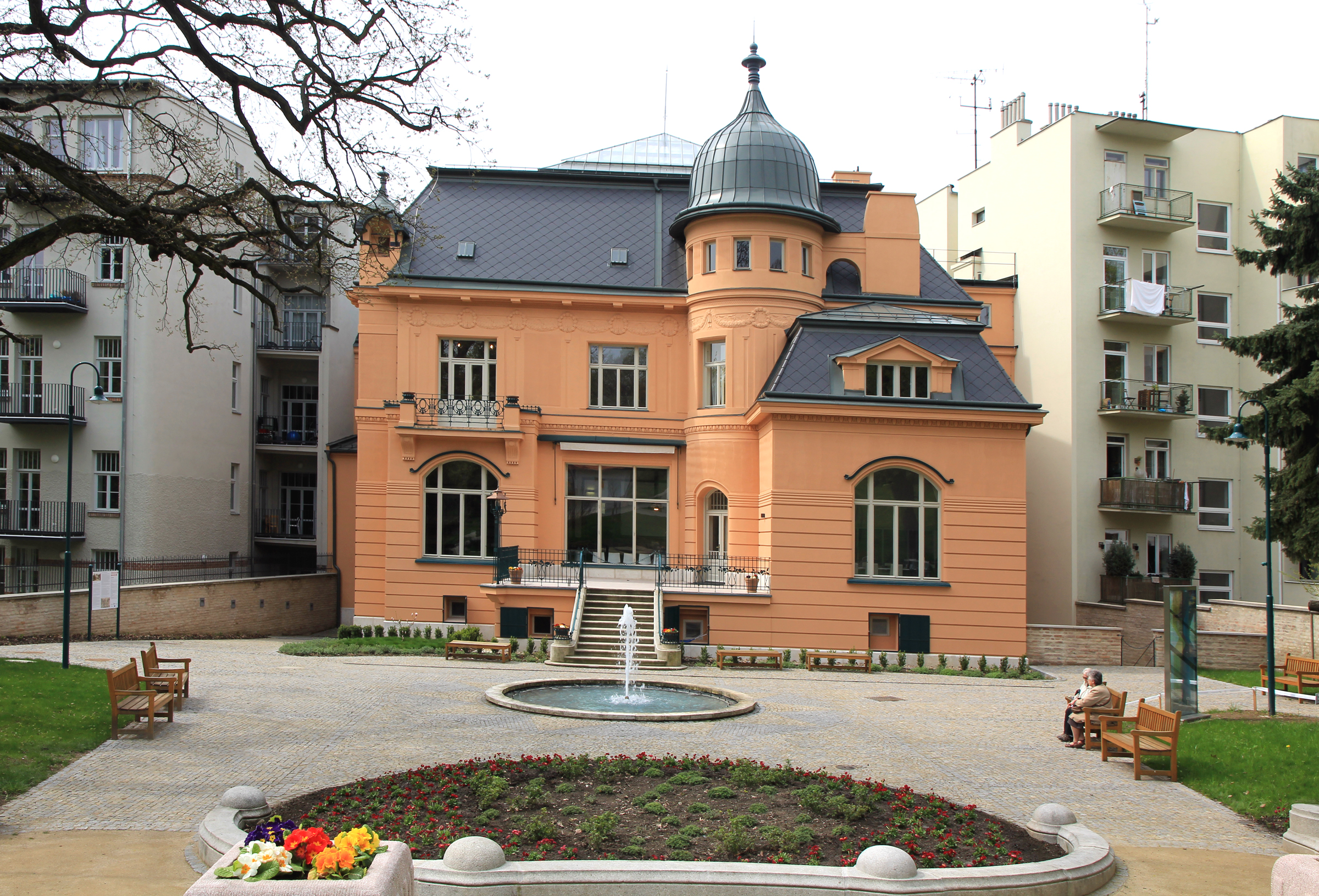
Pohled na vilu ze zahrady (parku)
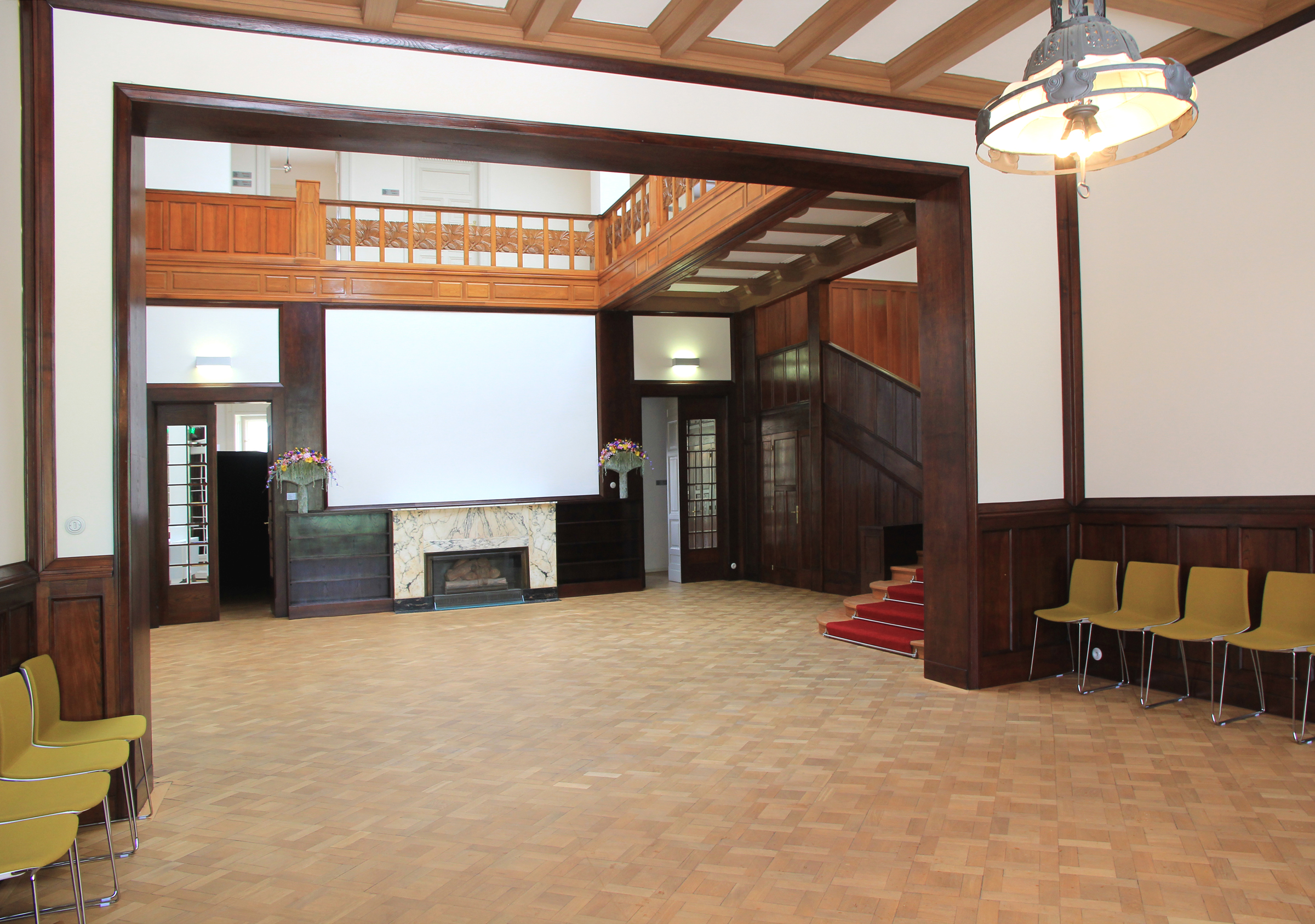
Vstupní hala
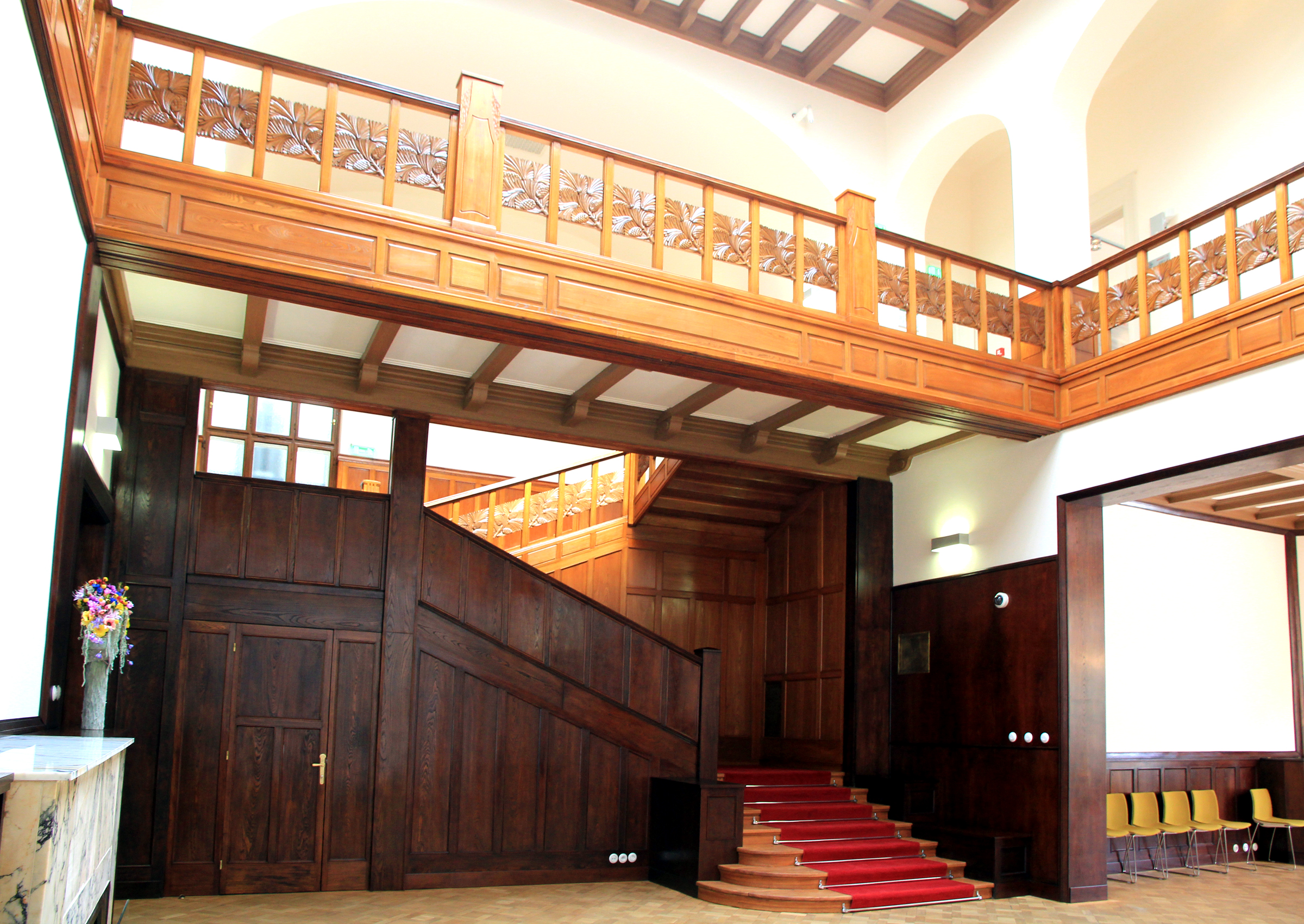
Vstupní hala
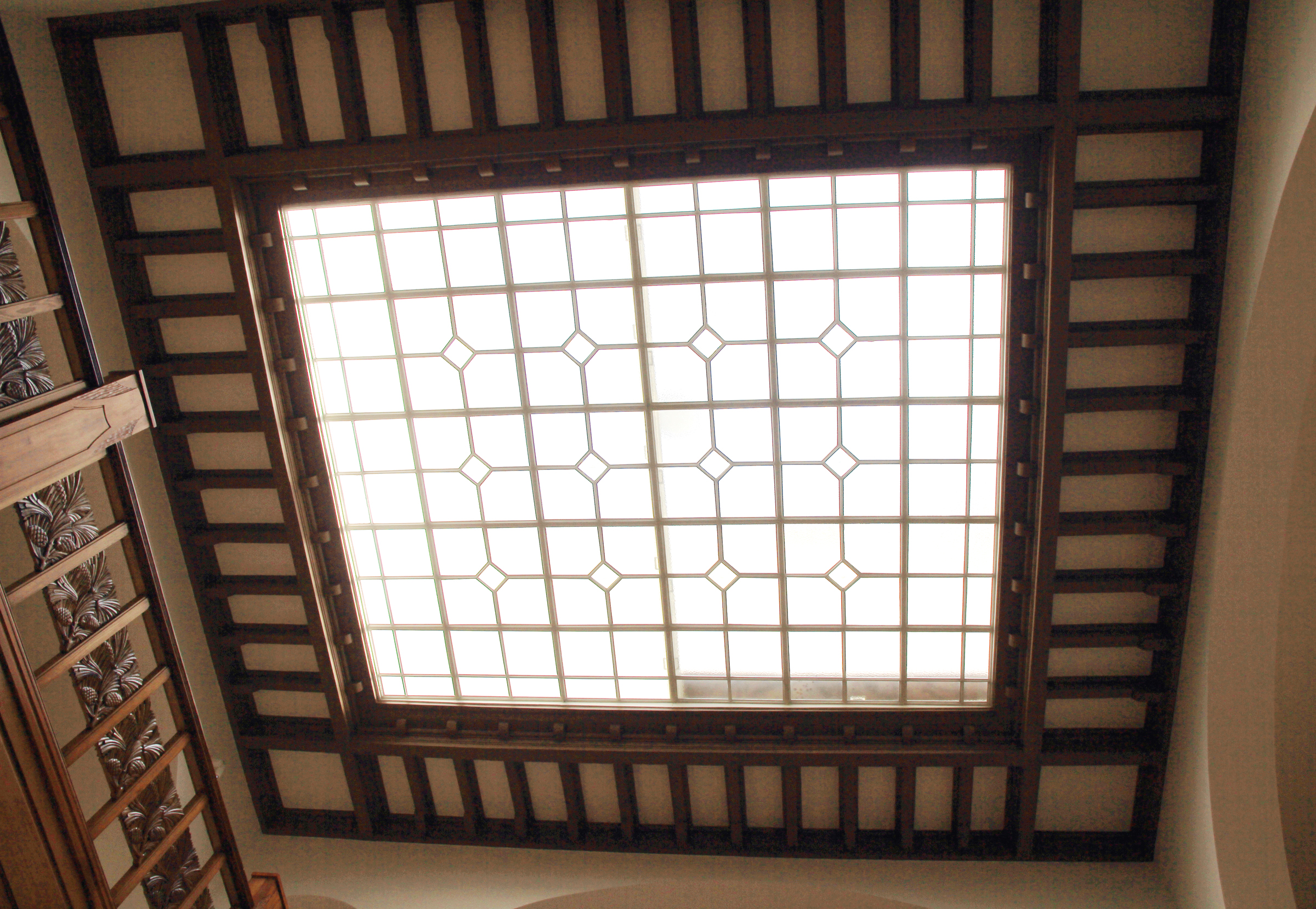
Prosklený strop vstupní haly
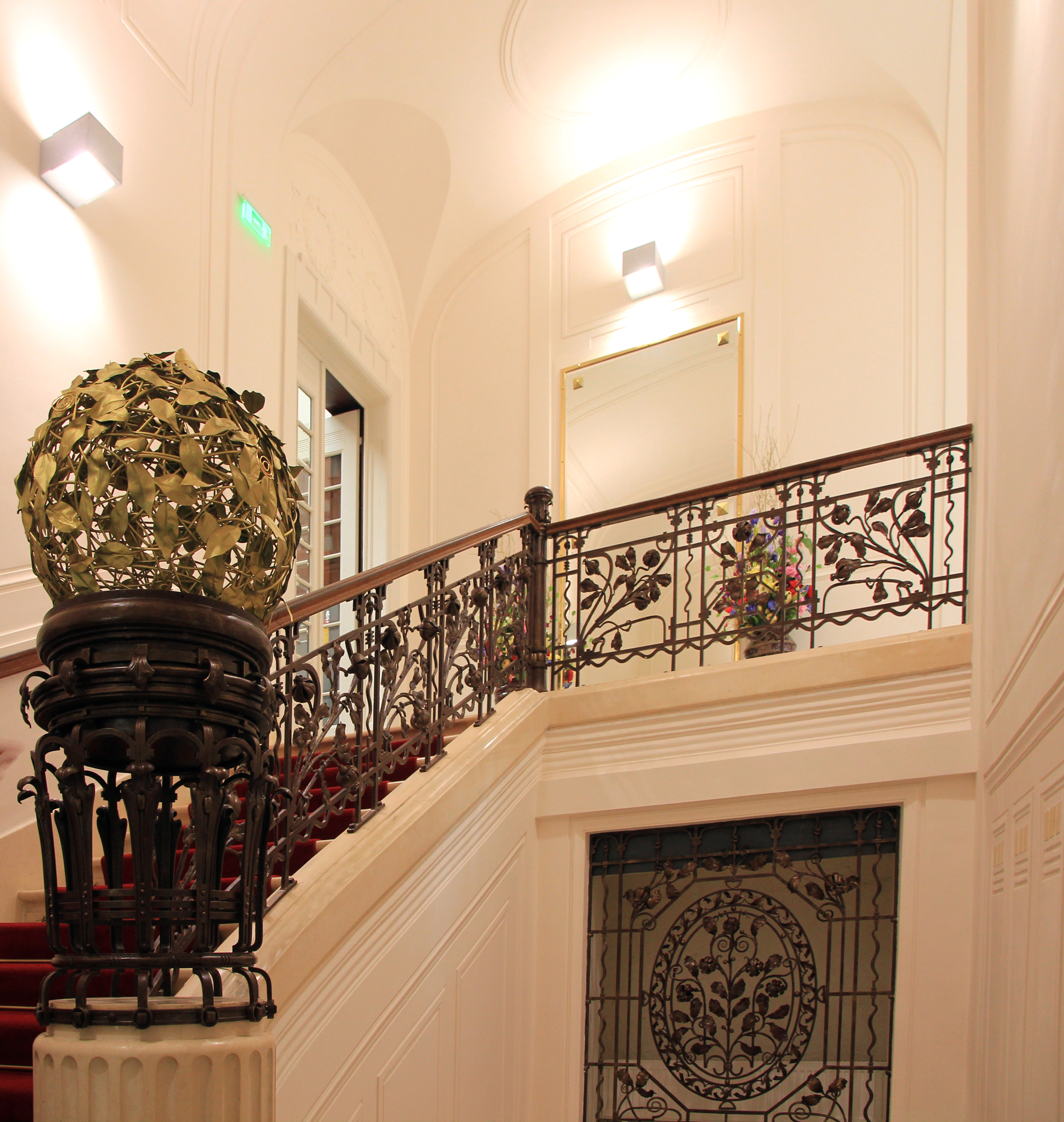
Schodiště s ozdobným zábradlím
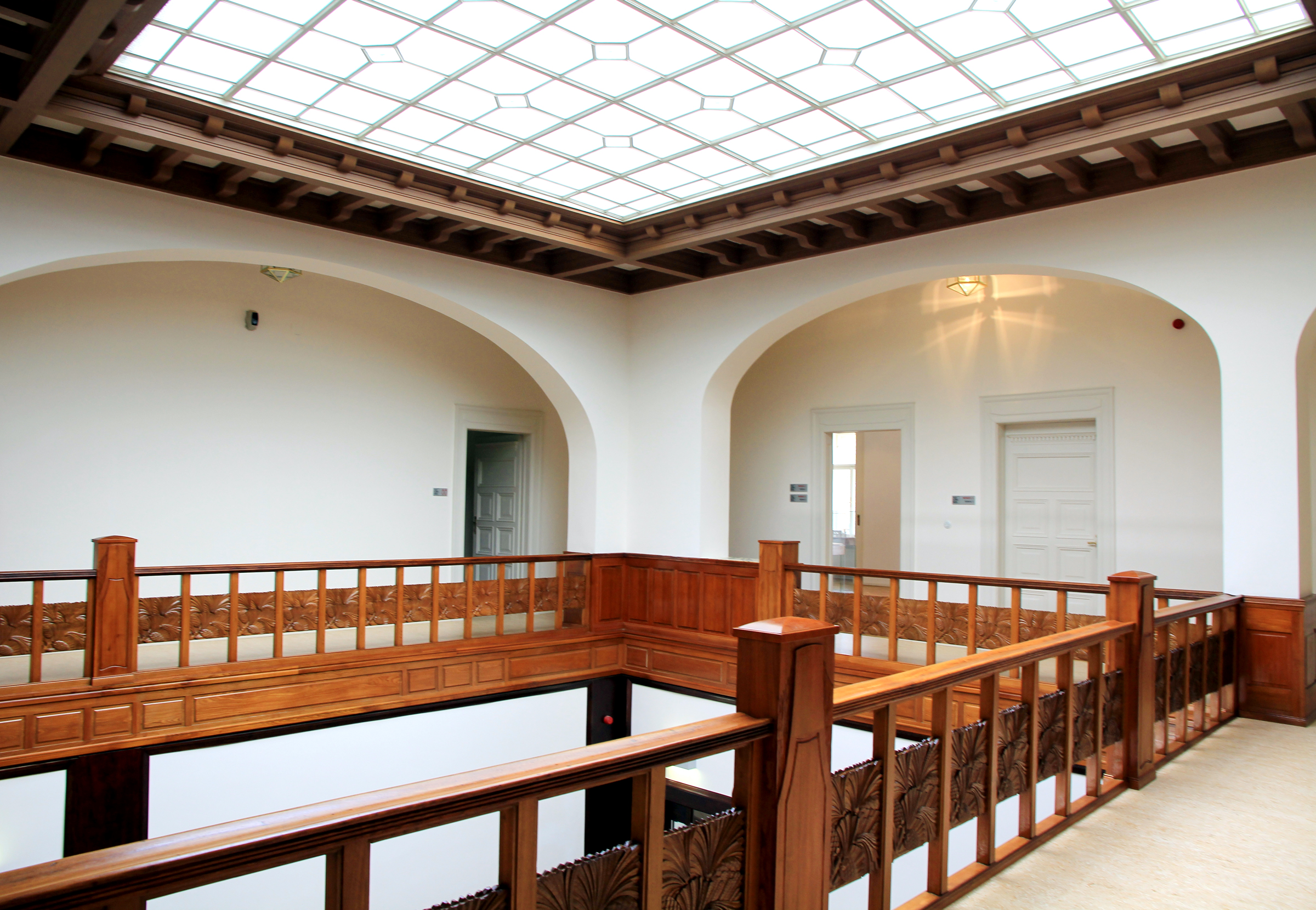
Ochoz v 1. patře
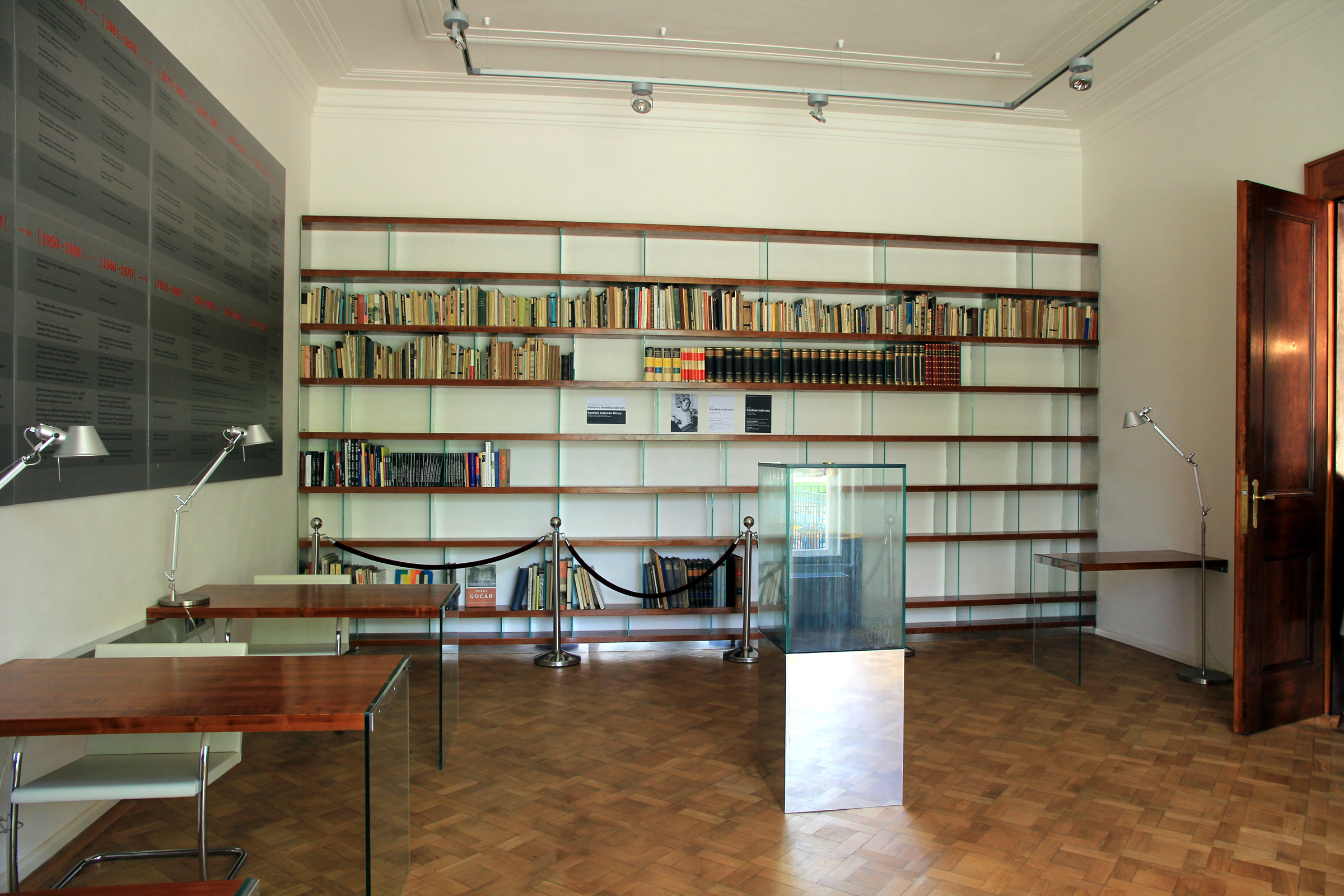
Knihovna
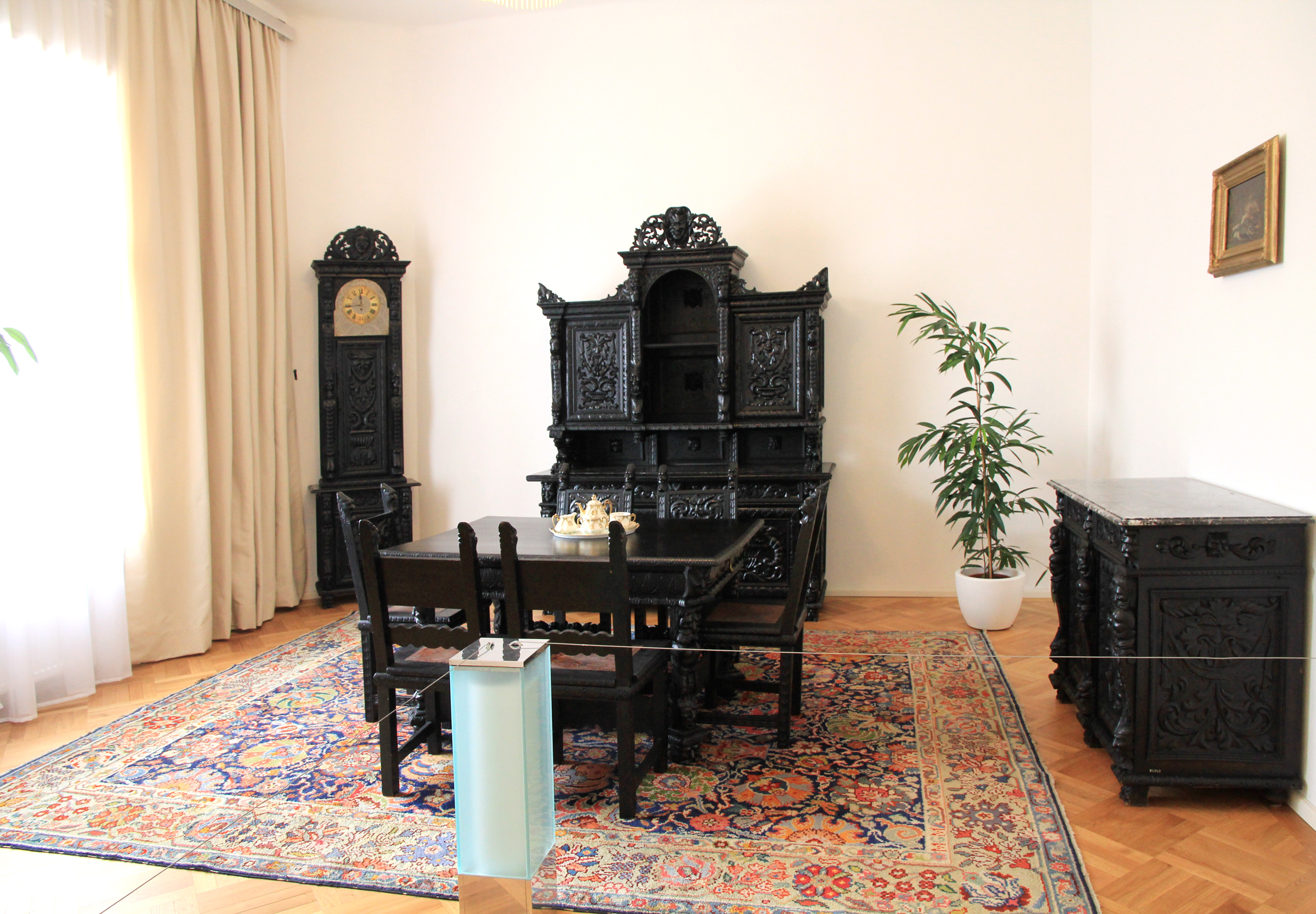
Jídelna
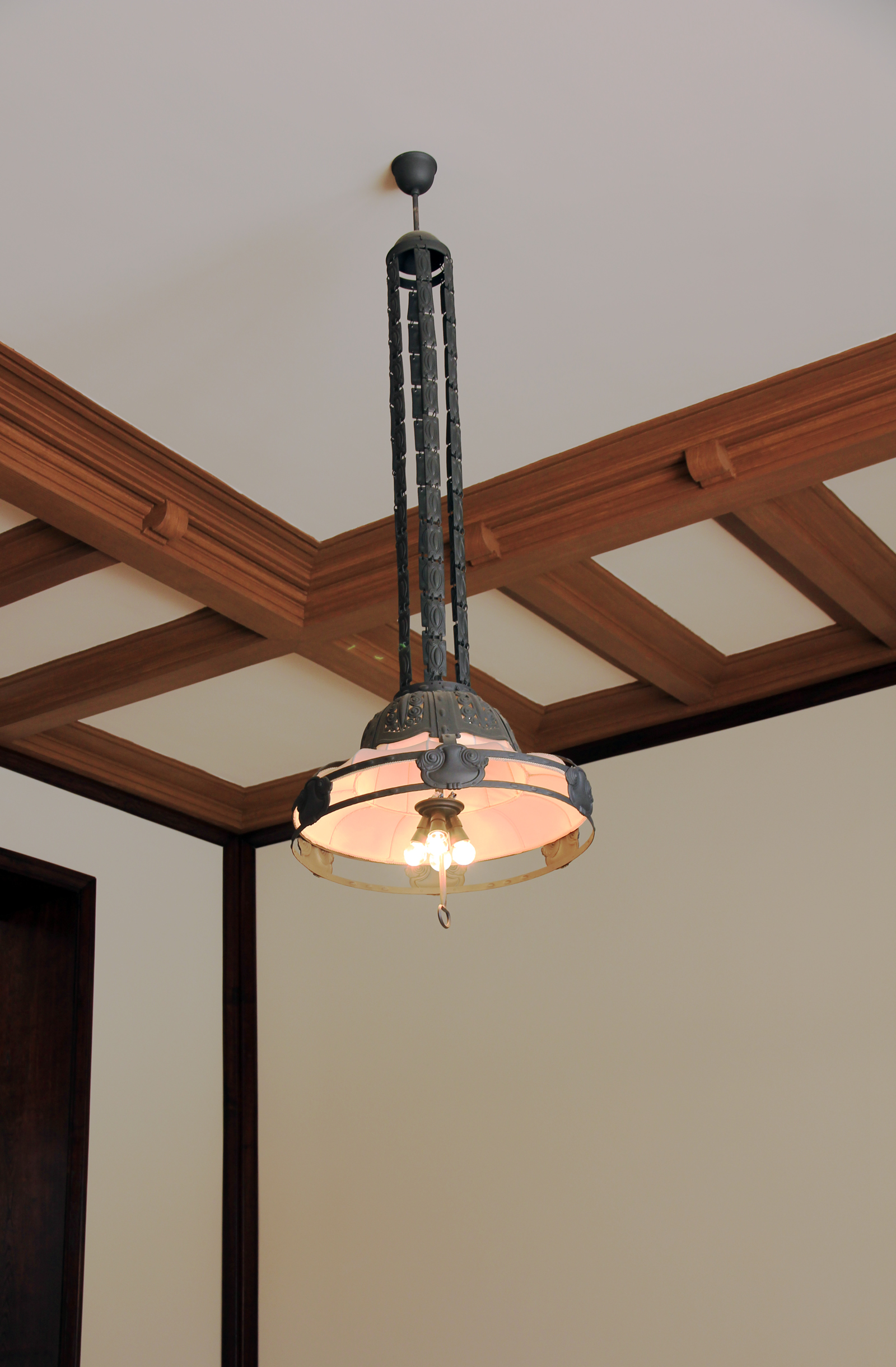
Lustr v hale
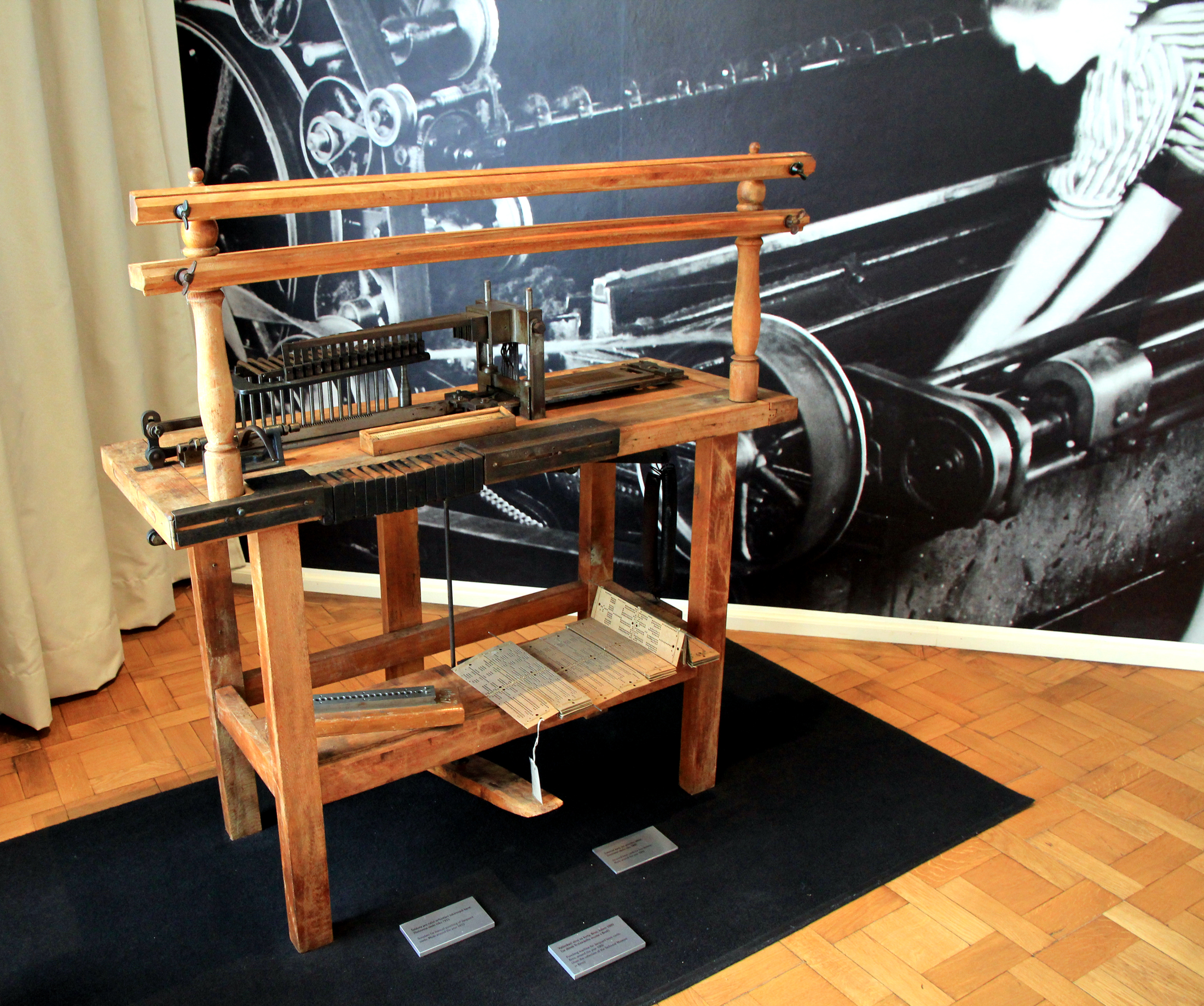
Muzeální exponát – historický vytloukací stroj na výrobu žakárových karet